# Daniel J. McGillicuddy

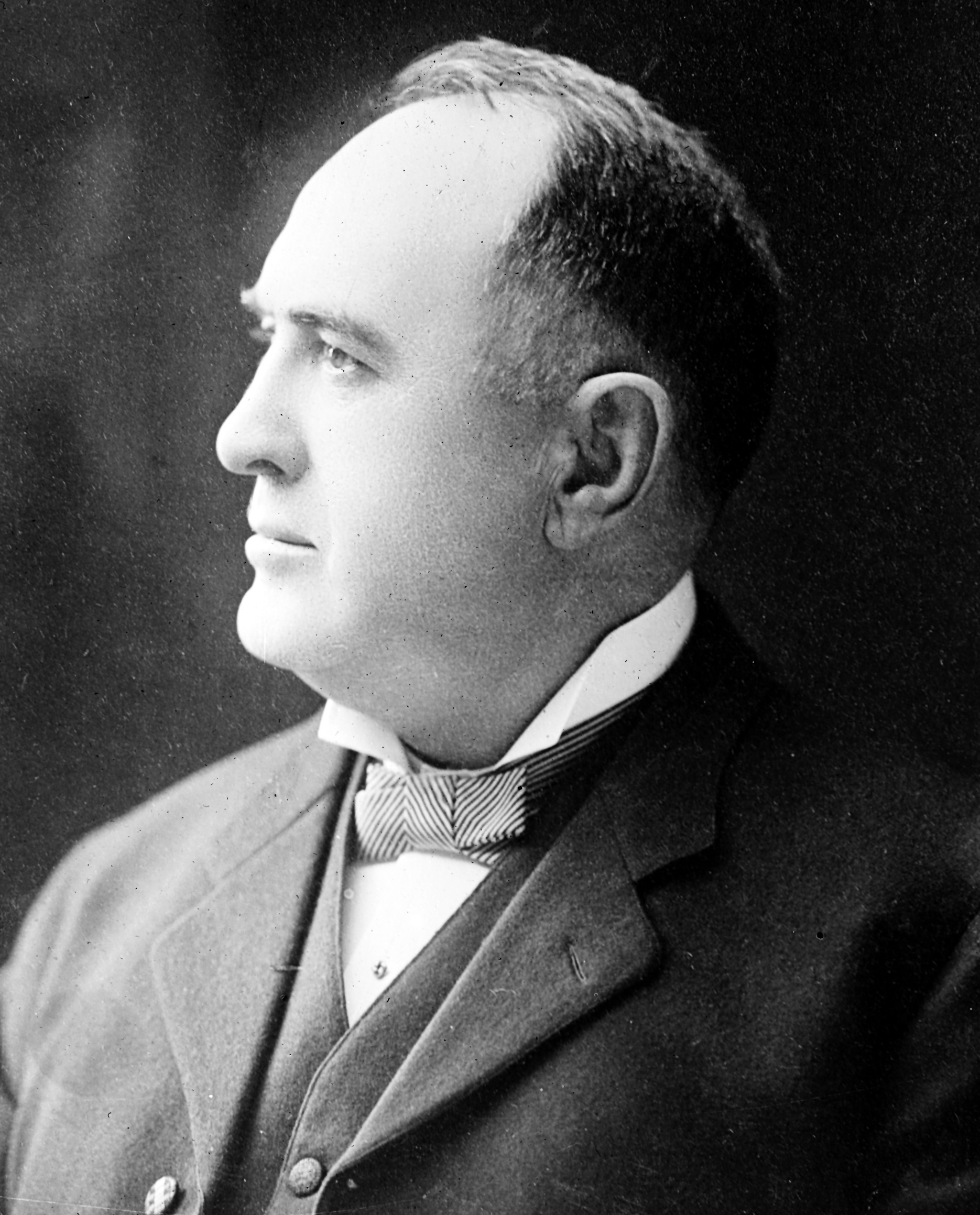
Daniel J. McGillicuddy

Daniel John McGillicuddy (* 27. August 1859 in Lewiston, Maine; † 30. Juli 1936 ebenda) war ein US-amerikanischer Politiker. Zwischen 1911 und 1917 vertrat er den Bundesstaat Maine im US-Repräsentantenhaus.

## Werdegang
Daniel McGillicuddy besuchte die öffentlichen Schulen seiner Heimat und danach bis 1881 das Bowdoin College in Brunswick. Nach einem anschließenden Jurastudium und seiner im Jahr 1883 erfolgten Zulassung als Rechtsanwalt begann er in Lewiston in seinem neuen Beruf zu praktizieren. Politisch wurde er Mitglied der Demokratischen Partei. Zwischen 1884 und 1885 war er Abgeordneter im Repräsentantenhaus von Maine. In den Jahren 1887, 1890 und 1902 amtierte McGillicuddy als Bürgermeister von Lewiston. Er war auch Delegierter zu den Democratic National Conventions der Jahre 1892, 1904, 1912 und 1920. 1906 und 1908 kandidierte er jeweils erfolglos für den Kongress.
1910 wurde McGillicuddy dann aber im zweiten Wahlbezirk von Maine in das US-Repräsentantenhaus in Washington, D.C. gewählt. Dort trat er am 4. März 1911 die Nachfolge von John P. Swasey von der Republikanischen Partei an. Nach zwei Wiederwahlen konnte er bis zum 3. März 1917 drei zusammenhängende Legislaturperioden im Kongress absolvieren. In dieser Zeit wurden dort der 16. und der 17. Verfassungszusatz beraten und verabschiedet.
Bei den Kongresswahlen der Jahre 1916 und 1918 unterlag Gillicuddy jeweils dem Republikaner Wallace H. White. Zwischen 1917 und 1932 war er Mitglied des Democratic National Committee. Außerdem arbeitete er weiterhin als Rechtsanwalt in Lewiston. Dort ist er am 30. Juli 1936 auch verstorben.